# Mora, New Mexico
Mora (även: Santa Gertrudis de lo de Mora) är en ort (CDP) i Mora County i delstaten New Mexico i USA. Orten hade 547 invånare, på en yta av 20,81 km² (2020). Mora är administrativ huvudort (county seat) i Mora County. Den ligger cirka 63 kilometer nordost om Santa Fe vid Highway 518, på en höjd av ungefär 2 186 meter över havet.